# Thalie (Néréide)
Pour les articles homonymes, voir Thalie.
Dans la mythologie grecque, Thalie ou Thalia (en grec ancien Θάλεια / Tháleia) est une Néréide, fille de Nérée et de Doris, citée par Hésiode, Homère et Hygin  dans leurs listes de Néréides. 

## Étymologie
Son nom dérive du grec θάλλειν (thállein) qui signifie "s'épanouir, être verdoyant".

## Description
Peu de détails sont donnés sur elle. Hésiode la décrit cependant comme l’agréable Thalie dans sa Théogonie.

## Famille
Ses parents sont le dieu marin primitif Nérée, surnommé le vieillard de la mer, et l'océanide Doris. Elle est l'une de leur multiples filles, les Néréides, généralement au nombre de cinquante, et a un unique frère, Néritès. Pontos (le Flot) et Gaïa (la Terre) sont ses grands-parents paternels, Océan et Téthys ses grands-parents maternels.

## Mythologie
Thalie est mentionnée comme l'une des 32 Néréides qui se rassemblent sur la côte de Troie, remontant des profondeurs de la mer pour pleurer avec Thétis la mort future de son fils Achille dans l'Iliade d'Homère.
D'après Virgile, elle fait aussi partie du cortège de Poséidon : Glisse légèrement le char bleu foncé [de Poséidon] sur la surface de la mer: (...) Puis viennent ses serviteurs (...) À gauche se trouvent Thétis et Mélite et la jeune fille Panope, Nesée aussi, et Spéio, Thalie et Cymodocée. 